# Acanthametropus nikolskyi
Acanthametropus nikolskyi is een haft uit de familie Acanthametropodidae. De wetenschappelijke naam van de soort is voor het eerst geldig gepubliceerd in 1948 door Tshernova.
De soort komt voor in het Palearctisch gebied.